# 锦绣神须虫
锦绣神须虫（学名：Eteone ornata）为叶须虫科双须虫属的动物。分布于日本、菲律宾群岛以及中国东海、南海等海域。